# PC Ultra Móvil

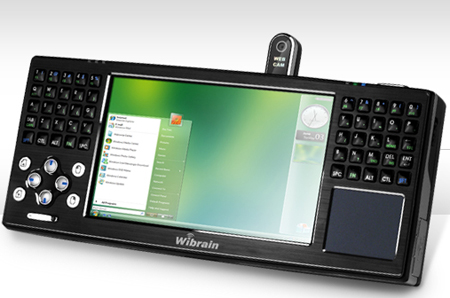
Wibrain B1

El Ultra Mobile PC (UMPC), o PC Ultra Móvil en español, previamente conocido por su nombre código Project Origami (Proyecto Origami), es un Tablet PC  de factor de forma pequeño. Fue un ejercicio de desarrollo conjunto entre Microsoft, Intel, y Samsung, entre otros. Ofrece el sistema operativo Windows XP Tablet PC Edition 2005, Windows Vista Home Premium Edition, o Linux  y tiene un microprocesador Intel Pentium de voltaje ultra bajo que funciona en el rango de 1 GHz. La portabilidad del PC Ultra Móvil puede ser atractiva para los viajeros internacionales de negocios y los mochileros globales, aunque este no sea tan cómodo como un PC de sobremesa.

## Características
Los PC Ultra Móviles tienen una pantalla de un tamaño máximo de 20 cm (alrededor de 7 pulgadas) sensible al tacto (touch screen)y con una resolución mínima de 800 x 480 pixeles. Son capaces de ejecutar con normalidad cualquier variante de Linux, Windows XP y Vista. Existen UMPC con o sin teclado por un precio de 200 a 700 euros según las configuraciones.
a) Sin Teclado: La pantalla suele ser de 7 pulgadas y táctil, incluye un lápiz óptico, procesador de 1GHz o más y batería para unas 2 horas de funcionamiento. Para manejar más fácilmente el sistema operativo se incluye un paquete de software conocido como el Touch Pack Interface, que hace que la interfaz del sistema se adecue al uso del lápiz así como a la mano.  La memoria de almacenamiento puede ser Flash o de Disco Duro(de 8 a 100Gb), un puerto USB. Normalmente incorporan cámara de vídeo y foto de varios megapíxeles o VGA para videoconferencias, micrófono, audio mono o estéreo, Wi-Fi, Bluetooth o Infrarrojos para el intercambio de archivos con otros dispositivos y conectarse a Internet sin cables y desde 128MB a 1GB de RAM. La tarjeta gráfica (DirectX 8, 9 o 10) suele ser del mismo fabricante que el procesador (Intel, Via...). Los más modernos incluyen GPS, televisión digital TDT y lector de huellas dactilares.
b) Con teclado: Posee las mismas características anteriores pero incluye un teclado deslizante del mismo tamaño que el cuerpo del aparato. Este añadido permite a los fabricantes incluir puertos USB adicionales, un pequeño lector de tarjetas Secure Digital SD e incluso existen modelos con salida VGA para conectarlo a un monitor más grande o a una pantalla plana de televisión, y muy pronto llevarán HDMI (Puerto multimedia de alta definición).
Los UMPC están en constante evolución, las ventas de estos aparatos aumentan debido a las utilidades que se les puede dar.
Los UMPC tienen suficiente capacidad de proceso para soportar la edición de texto, audio, video, así como para su uso en videojuegos, además de tener un buen soporte para navegar por Internet, y también para otras aplicaciones de comunicación y redes. Se puede usar el UMPC como teléfono móvil gracias a Skype u otras tecnologías.

## Dispositivos anunciados
- Asus R2E Windows Vista UMPC 100 GB.
- Samsung Q1 Ultra UMPC 600MHz.
- Acer Aspire One.
- Fujitsu U810 y U820.
- Vaio Sony Serie P.

### Otros computadores portables
- Computador portátil
- Tableta PC
- PDA
- PocketPC
- Palm Pilot
- IPAQ
- Apple Newton

### Sistemas operativos de computadores portables
- Windows XP Tablet PC Edition
- Palm OS
- Windows CE
- Familiar Linux
- OpenWrt